# Meeting of European Communist Youth Organizations

Karte aller Länder aus denen Organisationen an mindestens einer Konferenz des Treffens Europäischer Kommunistischer Jugendorganisationen teilnahmen.

Das Treffen Europäischer Kommunistischer Jugendorganisationen oder Meeting of European Communist Youth Organizations (MECYO) ist eine jährlich stattfindende Konferenz kommunistisch orientierter Jugendverbände aus Europa. Das Treffen wurde ins Leben gerufen um den Erfahrungsaustausch zwischen den Verbänden zu intensivieren, sowie um eine gemeinsame politische Einschätzung und Aktionstätigkeit in einigen Bereichen zu entwickeln.
In Form einer Abschlusserklärung veröffentlichen die teilnehmenden Jugendverbände eine gemeinsame politische Erklärung. So verurteilte der Kongress 2006 das Verbot des Kommunistischen Jugendverbands von Böhmen und Mähren (KSM).

## Konferenzen
| Nummer | Jahr | Ort               | Motto |
| ------ | ---- | ----------------- | --- |
| 1.     | 2001 | Madrid            | |
| 2.     | 2003 | Athen             | |
| 3.     | 2004 | Lissabon          | |
| 4.     | 2005 | Istanbul          | |
| 5.     | 2006 | Prag              | |
| 6.     | 2007 | Istanbul          | |
| 7.     | 2008 | Barcelona         | Kämpfen wir für den gesellschaftlichen Wandel in Europa! Für den Sozialismus! |
| 8.     | 2010 | Brüssel           | Der Kampf junger Kommunisten gegen die kapitalistische Barbarei und den Antikommunismus; für Sozialismus.                                                                                                |
| 9.     | 2011 | Prag              | 20 Jahre nach der Konterrevolution und dem Sturz des Sozialismus in Europa. Die Zukunft der Jugend ist der Sozialismus.                                                                                  |
| 10.    | 2014 | Madrid            | Kapitalistische Krise, Kämpfe der Jugend, Rolle der Kommunistischen Jugendorganisationen. |
| 11.    | 2015 | Frankfurt am Main | 70 Jahre nach dem antifaschistischen Sieg der Völker: Der Kapitalismus schafft immer noch Krisen, Faschismus, Kriege. Die Hoffnung für die Jugend liegt im sozialistischen Morgen.                       |
| 12.    | 2016 | Rom               | Die Rolle und der Kampf der kommunistischen Jugend im revolutionären Krieg gegen das Monopolkapital und die Imperialisten.                                                                               |
| 13.    | 2017 | Istanbul          | We are taking lessons a hundred years after the Great October Socialist Revolution, fighting for socialism, our future!                                                                                  |
| 14.    | 2018 | Athen             | We strengthen the Communist Youth Organizations! We reinforce the struggle against the imperialist war and the capitalist exploitation, for the contemporary rights of the youth in education-work-life. |
| 15.    | 2019 | Linz              | Die Revolution verkündet: „Ich war, ich bin, ich werde sein!“. Die Jugend ist die Zukunft. Die Zukunft ist der Sozialismus.                                                                              |
|        | 2020 | Online-Meeting    | Youth in Survival Against Pandemic and Capitalism: Socialism or Barbarism. |
| 16.    | 2022 | Belgrad           | Hope lies in the struggle of the peoples – Against capitalist exploitation and imperialist wars – For Socialism!                                                                                         |
| 17.    | 2023 | Larnaka           | The youth united, organized and militant, in the front line of the struggle! Against imperialist wars and oppression, against the capitalist exploitation. For the Europe of the Workers, for socialism! |
| 18.    | 2024 | Rom               | Youth of Europe, rise up against imperialist war and capitalist exploitation, to achieve our future! We struggle united holding high the flag of October for the new society, for socialism!             |

## Teilnehmer
| Land                   | Jugendorganisation                                                 | 18.  | 17.     | 16.     | [ 7 ]          | 15.  | 14.   | 13.      | 12.  | 11.               | 10.    | 9.   | 8.      | 7.        | 6.       | 5.   | 4.       | 3.       | 2.    | 1.     |
| Land                   | Jugendorganisation                                                 | 2024 | 2023    | 2022    | 2020           | 2019 | 2018  | 2017     | 2016 | 2015              | 2014   | 2011 | 2010    | 2008      | 2007     | 2006 | 2005     | 2004     | 2003  | 2001   |
| Land                   | Jugendorganisation                                                 | Rom  | Larnaka | Belgrad | Online-Meeting | Linz | Athen | Istanbul | Rom  | Frankfurt am Main | Madrid | Prag | Brüssel | Barcelona | Istanbul | Prag | Istanbul | Lissabon | Athen | Madrid |
| ---------------------- | ------------------------------------------------------------------ | ---- | ------- | ------- | -------------- | ---- | ----- | -------- | ---- | ----------------- | ------ | ---- | ------- | --------- | -------- | ---- | -------- | -------- | ----- | ------ |
| Belgien                | COMAC                                                              | -    | -       | ?       | -              | -    | -     | -        | -    | x                 | x      | x    | x       | x         | x        | x    | ?        | ?        | ?     | -      |
| Dänemark               | Danmarks Kommunistiske Ungdom                                      | x    | -       | ?       | -              | -    | x     | -        | -    | -                 | -      | -    | -       | -         | -        | -    | ?        | ?        | ?     | -      |
| Deutschland            | Sozialistische Deutsche Arbeiterjugend                             | x    | x       | ?       | x              | x    | x     | x        | x    | x                 | x      | x    | x       | x         | -        | x    | ?        | ?        | ?     | -      |
| Finnland               | Kommunistinen nuorisoliitto                                        | -    | -       | ?       | -              | -    | x     | -        | -    | -                 | -      | -    | -       | -         | -        | -    | ?        | ?        | ?     | x      |
| Finnland               | Kommunistische Jugend der Kommunistischen Arbeiterpartei Finnlands | -    | -       | ?       | -              | x    | -     | -        | -    | -                 | -      | -    | -       | -         | -        | -    | ?        | ?        | ?     | -      |
| Frankreich             | Mouvement Jeunes Communistes de France                             | -    | -       | ?       | x              | x    | x     | -        | -    | x                 | x      | -    | x       | -         | -        | -    | ?        | ?        | ?     | -      |
| Frankreich             | Union de la Jeunesse Communiste                                    | x    | -       | ?       | -              | -    | -     | -        | -    | -                 | -      | -    | -       | -         | -        | -    | -        | -        | -     | -      |
| Griechenland           | Kommunistische Jugend Griechenlands                                | x    | x       | ?       | x              | x    | x     | x        | x    | x                 | x      | x    | x       | x         | x        | x    | ?        | ?        | ?     | x      |
| Irland                 | Connolly Youth Movement                                            | x    | -       | ?       | x              | x    | x     | -        | -    | -                 | -      | -    | -       | -         | -        | -    | ?        | ?        | ?     | -      |
| Irland                 | Workers' Party Youth                                               | x    | x       | ?       | -              | -    | -     | -        | -    | -                 | -      | -    | -       | -         | -        | -    | -        | -        | -     | -      |
| Italien                | Fronte della Gioventù Comunista                                    | x    | x       | ?       | x              | x    | x     | x        | x    | x                 | -      | -    | -       | -         | -        | -    | ?        | ?        | ?     | -      |
| Italien                | Federazione Giovanile Comunista Italiana                           | -    | -       | ?       | -              | -    | -     | -        | -    | -                 | x      | -    | -       | -         | -        | -    | ?        | ?        | ?     | -      |
| Italien                | Giovani Comuniste e Comunisti                                      | -    | -       | ?       | -              | -    | -     | -        | -    | -                 | -      | -    | -       | -         | -        | x    | ?        | ?        | ?     | x      |
| Kroatien               | Mladi Socijalisti Hrvatske                                         | x    | -       | ?       | x              | -    | x     | x        | x    | -                 | -      | -    | -       | -         | -        | -    | ?        | ?        | ?     | -      |
| Lettland               | Youth of Socialist Workers’ Party of Latvia                        | -    | -       | ?       | -              | -    | x     | -        | -    | -                 | -      | -    | -       | -         | -        | -    | ?        | ?        | ?     | -      |
| Niederlande            | Communistische Jongeren Beweging                                   | x    | x       | ?       | x              | x    | x     | x        | x    | -                 | -      | -    | -       | -         | -        | x    | ?        | ?        | ?     | -      |
| Norwegen               | Ungkommunistene i Norge                                            | x    | -       | ?       | -              | -    | -     | -        | -    | -                 | x      | -    | x       | -         | -        | x    | ?        | ?        | ?     | -      |
| Österreich             | Kommunistische Jugend Österreichs                                  | x    | -       | ?       | x              | x    | x     | -        | x    | x                 | x      | x    | x       | -         | -        | x    | ?        | ?        | ?     | -      |
| Polen                  | Kommunistische Jugend Polens (KMP)                                 | -    | -       | ?       | -              | -    | x     | x        | -    | -                 | -      | x    | -       | -         | -        | x    | ?        | ?        | ?     | -      |
| Portugal               | Juventude Comunista Portuguesa                                     | -    | -       | ?       | x              | x    | x     | -        | -    | x                 | x      | x    | x       | -         | x        | x    | ?        | ?        | ?     | -      |
| Rumänien               | Uniunea Tineretului Socialist (UTS)                                | -    | -       | ?       | x              | -    | x     | -        | -    | -                 | -      | -    | -       | -         | -        | -    | ?        | ?        | ?     | -      |
| Russland               | Leninscher Kommunistischer Jugendverband der Russischen Föderation | -    | -       | ?       | x              | x    | x     | -        | -    | -                 | -      | -    | -       | -         | -        | -    | ?        | ?        | ?     | -      |
| Russland               | Revolutionärer Kommunistischer Jugendverband (Bolschewisten)       | x    | x       | ?       | x              | -    | x     | x        | x    | x                 | x      | x    | x       | -         | x        | x    | ?        | ?        | ?     | -      |
| Schweden               | Sveriges Kommunistiska Ungdomsförbund                              | x    | x       | ?       | -              | -    | x     | x        | -    | -                 | x      | -    | -       | -         | -        | -    | ?        | ?        | ?     | -      |
| Schweden               | Revolutionär Kommunistisk Ungdom                                   | -    | -       | ?       | -              | -    | -     | -        | -    | -                 | -      | -    | -       | -         | -        | x    | ?        | ?        | ?     | -      |
| Serbien                | Savez komunističke omladine Jugoslavije                            | -    | -       | ?       | x              | x    | x     | x        | x    | -                 | -      | -    | x       | -         | -        | -    | ?        | ?        | ?     | -      |
| Spanien                | Collectivos de Jovenes Comunistas de España (CJC)                  | x    | x       | ?       | x              | x    | x     | x        | x    | x                 | x      | x    | x       | x         | x        | -    | ?        | ?        | ?     | -      |
| Spanien                | Unión de Juventudes Comunistas de España (UJCE)                    | -    | -       | ?       | x              | x    | x     | x        | x    | x                 | x      | x    | x       | x         | x        | x    | ?        | ?        | ?     | x      |
| Spanien                | Joventut Comunista de Catalunya (JCC)                              | -    | x       | ?       | x              | x    | -     | -        | x    | x                 | x      | -    | -       | x         | -        | -    | ?        | ?        | ?     | -      |
| Tschechien             | Komunistický Svaz Mládeže (KSM)                                    | -    | -       | ?       | x              | x    | x     | x        | x    | x                 | x      | x    | x       | -         | x        | x    | ?        | ?        | ?     | -      |
| Türkei                 | Kommunistische Jugend (Türkei)                                     | x    | x       | ?       | x              | x    | x     | x        | x    | x                 | x      | x    | x       | x         | x        | -    | ?        | ?        | ?     | -      |
| Ungarn                 | Baloldali Front - Kommunista Ifjúsági Szövetség                    | -    | -       | ?       | -              | -    | -     | -        | x    | -                 | x      | -    | -       | -         | -        | -    | ?        | ?        | ?     | -      |
| Vereinigtes Königreich | Young Communist League                                             | x    | x       | ?       | x              | x    | x     | -        | -    | -                 | -      | -    | x       | x         | x        | x    | ?        | ?        | ?     | x      |
| Zypern                 | United Democratic Youth Organization (EDON)                        | x    | x       | ?       | x              | x    | x     | -        | x    | x                 | x      | x    | x       | x         | -        | x    | ?        | ?        | ?     | x      |